# Comisión de Reemplazos de Cádiz
La Comisión de Reemplazos de Cádiz o Comisión de Reemplazos de América, también denominada Junta de Reemplazos o Junta de Arbitrios, fue la institución encargada de reunir los fondos para el envío de las expediciones militares que debían hacer frente a los movimientos independentistas que surgieron en la América española a comienzos del siglo XIX.
Debido al mal estado de las arcas del Estado, la Regencia, que gobernaba España durante el cautiverio del rey Fernando VII, ordenó en septiembre de 1811 a los comerciantes de Cádiz que estudiaran la forma de transportar y avituallar a las tropas que debían reforzar al ejército que luchaba en América contra las fuerzas independentistas. Una vez aceptada la propuesta de los comerciantes, la Regencia les ordenó ponerla en marcha (10 de septiembre). De esta forma se consiguió enviar tres expediciones antes de finalizar el año, una a Puerto Rico, otra a Veracruz y otra a Montevideo.
Hasta 1820, la Comisión de Expendiciones logró organizar y enviar un total de treinta expediciones militares, destinadas principalmente a sofocar los movimientos independentistas en América. Sin embargo, la llamada Gran Expedición de 1820, que estaba preparada para partir bajo el mando del general Enrique José O'Donnell, no llegó a embarcarse debido a la Pronunciamiento de Riego. Este levantamiento marcó el inicio del Trienio Liberal (1820-1823) y supuso el derrumbe militar del Ejército Realista en América durante las Guerras de Independencia Hispanoamericanas.
Las deudas contraídas por la Comisión no pudieron terminar de pagarse hasta 1860.